# Rosanjin Kitaōji
Rosanjin Kitaōji (北大路 魯山人, Kitaōji Rosanjin) est un peintre japonais des XIXe – XXe siècles. Né le 23 mars 1883 à Kyoto – mort le 21 décembre 1959.

## Biographie
Rosanjin Kitaōji est un peintre, calligraphe et céramiste japonais. Abandonné par sa mère, il est élevé dans une famille d'adoption. C'est à l'âge de dix ans qu'il découvre l'art de la calligraphie et il en est profondément impressionné. Il n'est pas admis à l'École d'art municipale de Kyoto, et se forme pratiquement seul ; à 20 ans, il acquiert la maîtrise de la gravure et de la calligraphie. En 1915, après avoir exercé des travaux calligraphiques à Tokyo, voyagé en Corée et en Chine, il revient à Kanazawa pour étudier la céramique sous la direction de Suda Seika pendant deux années.
En 1917, il s'installe définitivement à Kamakura comme céramiste. Il ne voyage en occident qu'une seule fois en 1954 à l'occasion de l'exposition de ses travaux en Europe et aux États-Unis. Très proche des propriétaires du plus renommé restaurant de Tokyo, il crée toute la vaisselle utilisée dans l'établissement, cette collaboration prend fin après onze années. Ses œuvres sont inclassables et il touche à différentes disciplines dans de multiples styles.

## Culture populaire
Dans le manga culinaire Oishinbo, le personnage Kaibara Yuzan est inspiré de Rosanjin Kitaōji.